# 岩見沢市立メープル小学校
岩見沢市立メープル小学校（いわみざわしりつ メープルしょうがっこう）は、北海道岩見沢市上志文町にある市立小学校。

## 沿革
- 1999年（平成11年） - 校舎・屋体改築工事。朝日小学校と上志文小学校を統合し、「メープル小学校」開校。校章・校歌制定。校旗作成。開校式挙行。落成記念祝賀会開催。記念植樹。
- 2003年（平成15年） - ビオトープ着工。
- 2004年（平成16年） - ビオトープ工事完了。魅力ある教育活動事業整備。
- 2008年（平成20年） - 開校10周年記念授業公開。祝賀会開催。
- 2009年（平成21年） - 小規模特認校指定。
- 2010年（平成22年） - 小規模特認校制度開始、校地環境整備工事（体育館・グラウンド・バックネット・遊具）。
- 2011年（平成23年） - 小規模特認校制度2年目（特認生5名転入学）。校地環境整備工事（体育館屋根）。
- 2019年（平成31年）4月1日 - 美流渡小学校を統合。

## 学区
- 朝日町全域、上志文町全域、清水町全域、奈良町全域、毛陽町全域、栗沢町宮村、美流渡全域、万字全域[1]

## 交通
- 北海道中央バス岩見沢ターミナルから13系統万字線で20分、「高徳寺」バス停下車後、すぐ近く。

## 周辺
- 北海道道30号三笠栗山線